# Hrad Nečtiny
Hrad Nečtiny (německy Preitenstein) je malá vesnice, část obce Nečtiny v okrese Plzeň-sever v Plzeňském kraji. Nachází se asi dva kilometry jižně od Nečtin. Prochází zde silnice II/193. Hrad Nečtiny je také název katastrálního území o rozloze 1,66 km².

## Historie
První písemná zmínka o vesnici pochází z roku 1169.

## Obyvatelstvo
Při sčítání lidu v roce 1921 zde žilo 154 obyvatel (z toho 76 mužů), z nichž bylo 26 Čechoslováků  a 128 Němců. Kromě tří členů církve československé a jednoho člověka bez vyznání byli římskými katolíky. Podle sčítání lidu z roku 1930 měla vesnice 146 obyvatel: 25 Čechoslováků a 242 Němců. Až na čtyři evangelíky se hlásili k římskokatolické církvi.
| Rok            | 1869 | 1880 | 1890 | 1900 | 1910 | 1921 | 1930 | 1950 | 1961 | 1970 | 1980 | 1991 | 2001 | 2011 | 2021 |
| -------------- | ---- | ---- | ---- | ---- | ---- | ---- | ---- | ---- | ---- | ---- | ---- | ---- | ---- | ---- | ---- |
| Počet obyvatel | 123  | 145  | 141  | 134  | 139  | 154  | 146  | 59   | 77   | 82   | 96   | 87   | 69   | 94   | 95   |
| Počet domů     | 20   | 20   | 21   | 23   | 22   | 25   | 26   | 19   | 19   | 15   | 21   | 25   | 25   | 28   | 30   |

## Obecní správa
Při sčítání lidu v letech 1869–1930 Hrad Nečtiny byl samostatnou obcí v okrese Kralovice. V roce 1950 byl osadou obce Plachtín v okrese Plasy. Od roku 1960 je částí obce Nečtiny v okrese Plzeň-sever. V letech 1869–1930 k obci patřily Nové Městečko a Plachtín.

## Pamětihodnosti
- Zřícenina hradu Preitenstein
- Zámek Nečtiny s areálem zámecké zahrady
- Pohřební kaple sv. Terezie rodiny Mensdorff-Pouilly z roku 1858

## Galerie

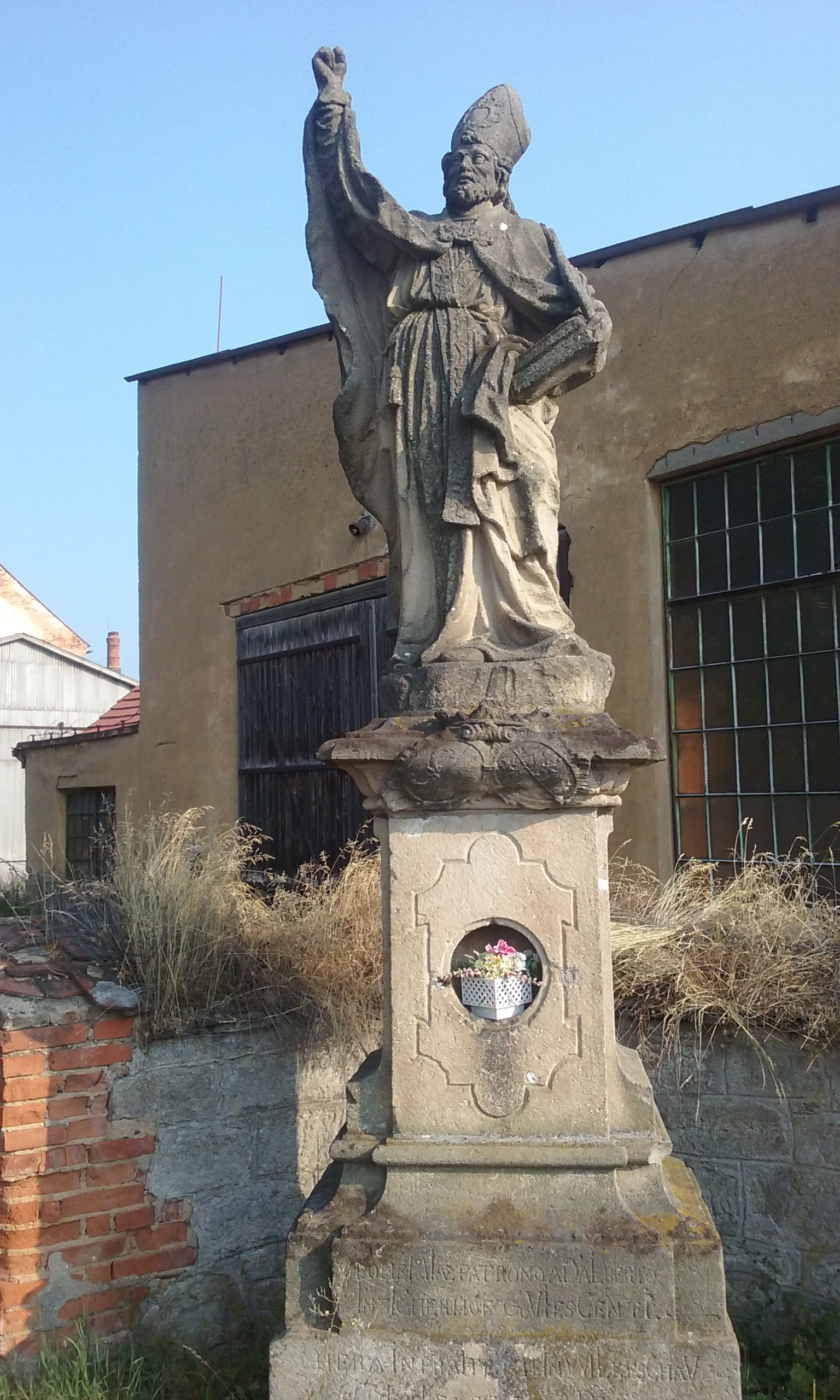
Socha světce
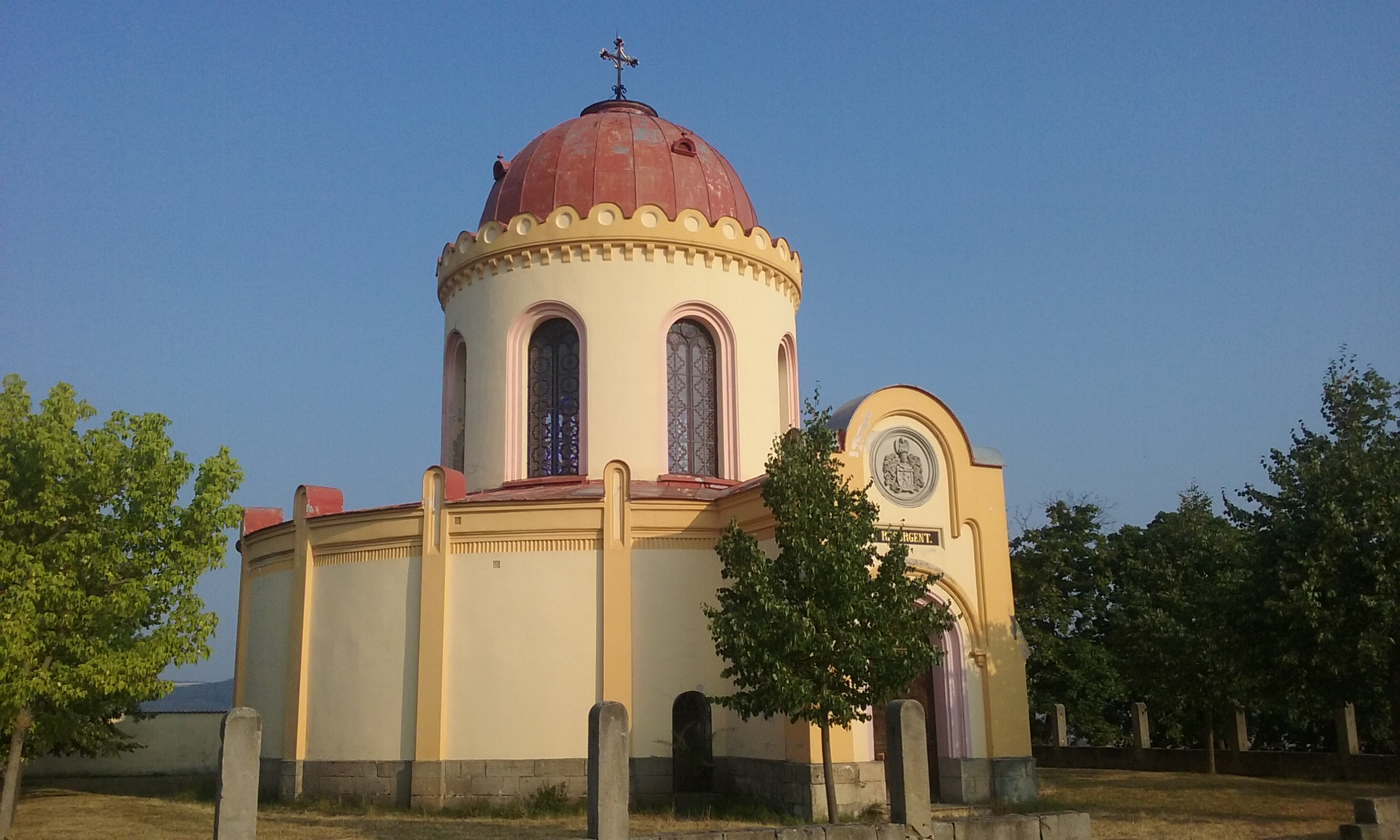
Kaple sv. Terezie
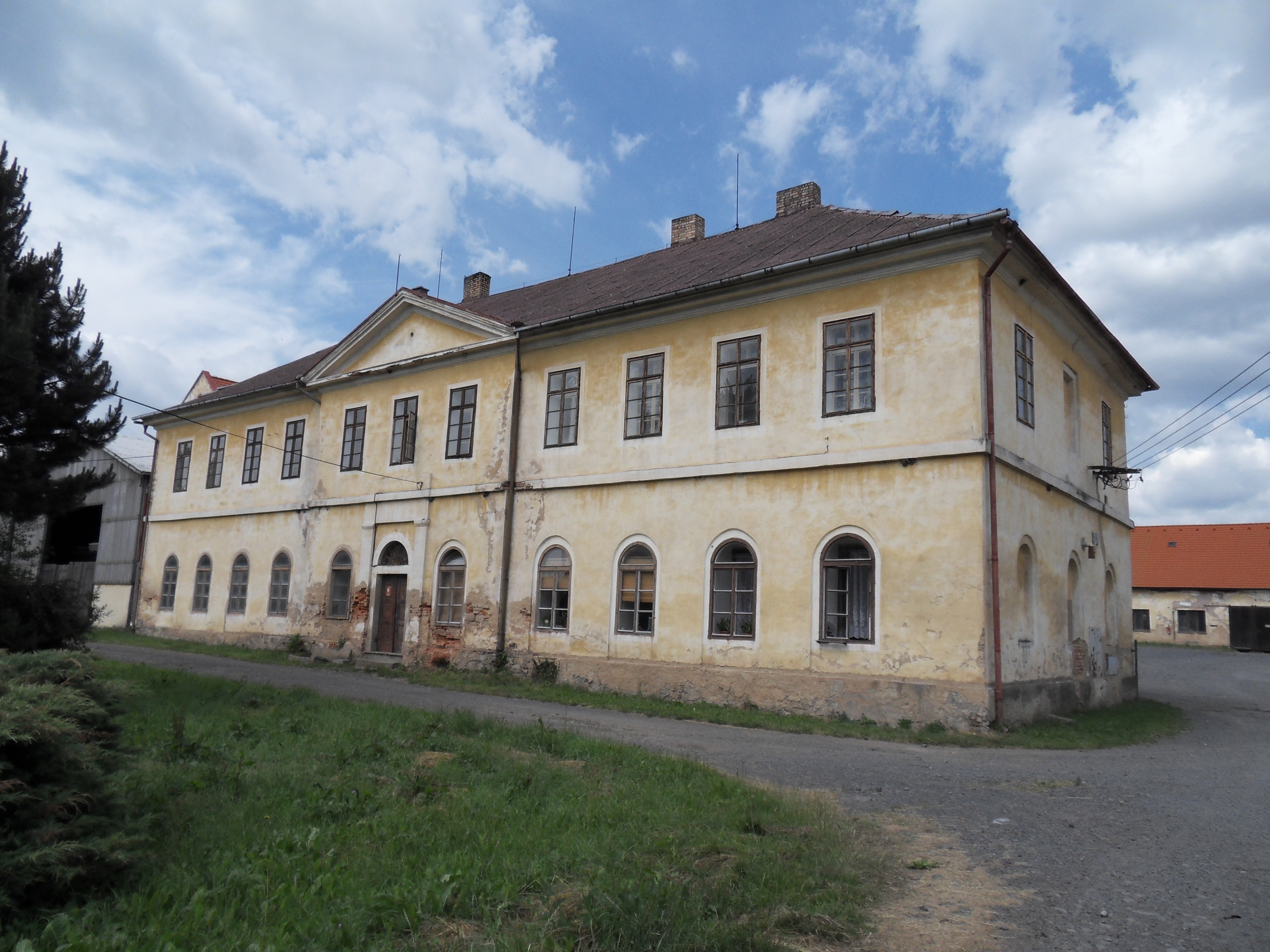
Zemědělský dvůr
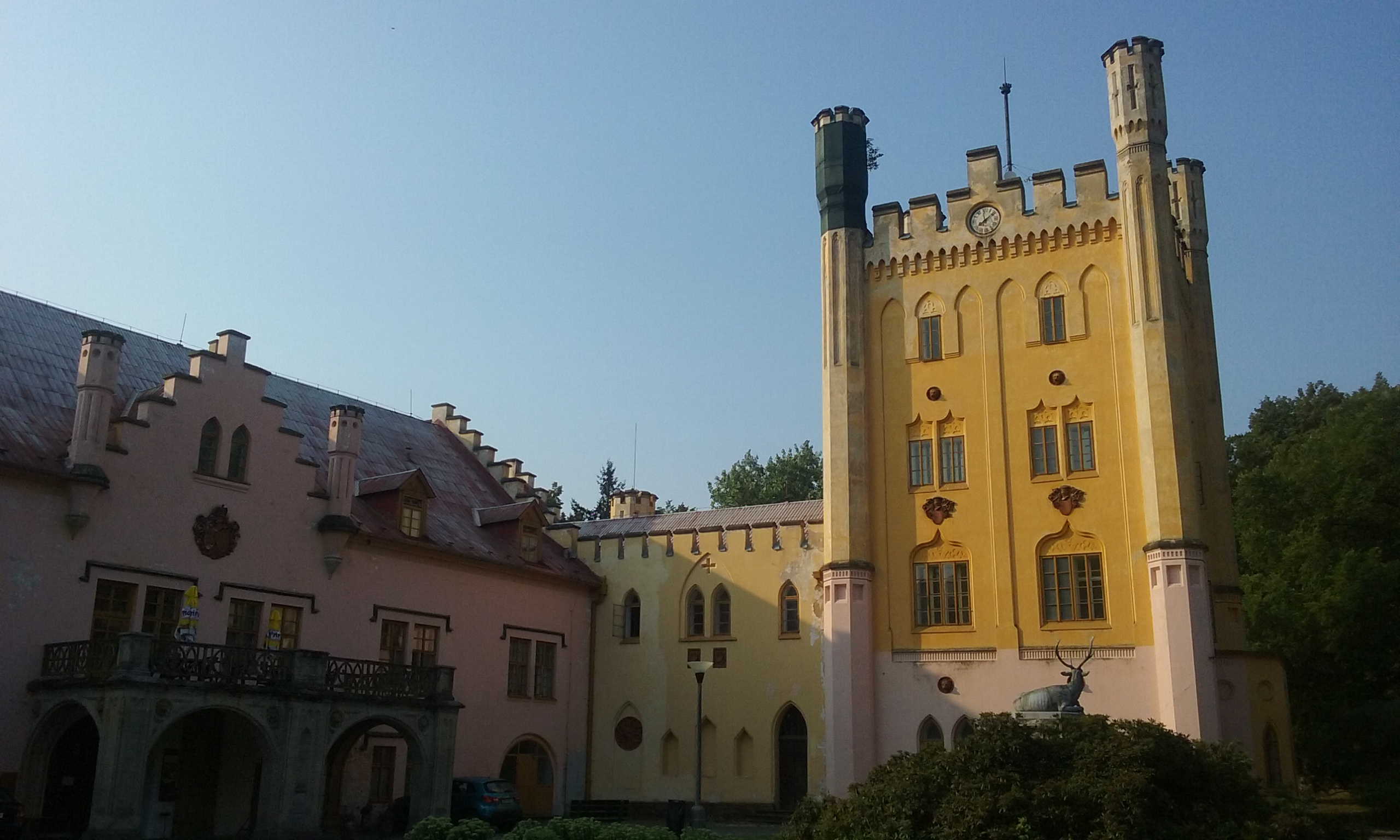
Zámek nečtiny, sídlo Západočeské univerzity